# 샤가예그 파라하니
샤가예그 파라하니(페르시아어: شقایق فراهانی, 영어: Shaghayegh Farahani, 1972년 7월 24일 ~ )는 이란의 배우이다.

## 출연 작품
- 메트로폴 (2014)
- 더 시너스 (2012)
- 트라이얼 온 더 스트리트 (2009)
- 레일라 (1996)